# Disfonía espasmódica
La disfonía espasmódica, también conocida como distonía laríngea, es un trastorno en el que los músculos que generan la voz entran en períodos de espasmo. " Esto da como resultado pausas o interrupciones en la voz, a menudo cada pocas oraciones, lo que puede hacer que una persona sea difícil de entender. La voz de la persona también puede sonar forzada o incluso es posible que casi no pueda hablar El inicio frecuentemente es gradual y la condición dura toda la vida.

## Causas y diagnóstico
Se desconoce la causa. Entre los factores de riesgo se puede considerar a los antecedentes familiares. Entre los desencadenantes se pueden incluir infecciónes de las vías respiratorias superiores, lesiones en la laringe, uso excesivo de la voz y estrés psicológico. Se cree que el mecanismo subyacente involucra al sistema nervioso central, específicamente a los ganglios basales. Por lo general, se llega al diagnóstico luego de una serie de exámenes realizados por un grupo de profesionales de la salud de diferentes áreas. Se clasifica como uno de los tipos de distonía focal.
Otra de las causas, suele ser la utilización de psicofármacos del tipo antipsicóticos, como el Haloperidol, la Risperidona, o la Olanzapina, por citar algunos ejemplos. Pero en general, cualquier antipsicótico puede aumentar el riesgo de producir una distonía laríngea.

## Tratamiento
Si bien no existe una cura, el tratamiento puede mejorar los síntomas. Uno de los posibles tratamientos implica inyectar toxina botulínica en los músculos afectados de la laringe. Este tratamiento por lo general lleva a una mejora que dura varios meses Otras medidas incluyen terapia de voz, asesoramiento y dispositivos de amplificación. Si ninguno de estos tratamientos resulta efectivo, se puede considerar la cirugía; aunque, la evidencia para apoyar la cirugía es limitada.
En el caso del paciente que esté realizando un tratamiento con antipsicóticos, el tratamiento será la reducción de su dosis, la suspensión del psicofármaco, o la rotación por alguno otro que tenga menos posibilidades de provocar esta patología, como la Quetiapina o la Clozapina.

## Epidemiología y pronóstico
El trastorno afecta a aproximadamente 2 de cada 100.000 personas. Siendo más frecuente en el sexo femenino El inicio ocurre típicamente entre las edades de 30 y 50 años. La gravedad es variable entre las personas. En algunos casos, el trabajo y la vida social se ven afectados. La esperanza de vida, sin embargo, es normal.